# María Barbal
María Barbal i Farré (Tremp, 1949) es una profesora y escritora española.

## Trayectoria
Aunque vive en Barcelona desde la década de 1960, el mundo literario de sus primeros trabajos se centró en el Pallars de la infancia y la adolescencia, un entorno rural visto con una perspectiva crítica. Su primera novela, Pedra de tartera (1985), la cual fue traducida al español por Ana M. Moix como Canto rodado (1994), abre el denominado "Ciclo del Pallars", que relata la dureza de la vida rural en el Pirineo desde una marcada perspectiva de género, está conformado por dos novelas más, Mel i metzines (1990) y Càmfora (1992), y el volumen de relatos La mort de Teresa (1986). 
Pedra de tartera es el relato vital de Conxa, su dura vida como campesina, el trauma que le causó la Guerra Civil y, finalmente, el desarraigo que supone para ella la inmigración a Barcelona. La novela cuenta con más de cincuenta ediciones y ha sido traducida a varias lenguas, especialmente a partir del éxito de ventas que cosechó en la Feria de Frankfurt de 2007, con más de 60.000 ejemplares vendidos aquel año de la traducción alemana realizada por Heike Nottebaum. Obras posteriores, como Carrer Bolívia (1999) o País íntim (2005), transcurren principalmente en el entorno de Barcelona. También es autora de narraciones breves, novelas para jóvenes y de una obra de teatro.
Escribe en catalán y ha sido traducida al español, asturiano, alemán, francés y portugués. El conjunto de su trayectoria literaria ha sido reconocida con la Creu de Sant Jordi.
Desde 2021 pertenece a la Real Academia de Buenas Letras de Barcelona. Ese mismo año recibió el Premio de Honor de las Letras Catalanas.

## Obra

### Novela
- 1985 Pedra de tartera (Canto rodado, traducción de Ana M. Moix, 1994)
- 1990 Mel i metzines
- 1992 Càmfora
- 1996 Escrivia cartes al cel
- 1999 Carrer Bolívia
- 2002 Cicle de Pallars
- 2003 Bella edat
- 2005 País íntim
- 2008 Emma
- 2014 En la pell de l'altre
- 2019 A l'amic escocès
- 2021 Tàndem

### Prosa
- 2001 Camins de quietud: Un recorregut literari per pobles abandonats del Pirineu

### Narrativa breve
- 1986 La mort de Teresa
- 1994 Ulleres de sol
- 1998 Bari
- 2010 La pressa del temps
- 2011 Cada dia penso en tu
- 2013 Dolça companyia, cara solitud

### Narrativa infantil y juvenil
- 1991 Pampallugues
- 1992 Des de la gàbia
- 1995 Espaguetti Miu

### Teatro
- 2000 L'helicòpter

## Premios
- 1984 Premio Joaquim Ruyra de narrativa juvenil por Pedra de tartera
- 1985 Premio Joan Crexells de narrativa por Pedra de tartera
- 1986 Premio Literatura Catalana de la Generalidad de Cataluña, creación para el público joven por Pedra de tartera
- 1992 Premio de la Crítica de narrativa catalana por Càmfora
- 1993 Premio Nacional de Literatura Catalana de narrativa por Càmfora
- 1993 Premio de la Crítica Serra d'Or de novela por Càmfora
- 2000 Cavall Verd-Blai Bonet de narrativa por Carrer Bolívia
- 2005 Premio Prudenci Bertrana por País íntim
- 2009 Premio Jaume Fuster de los Escritores en Lengua
- 2010 Premio Trayectoria de la Semana del Libro en Catalán
- 2021 Premio Josep Pla, con la obra Tàndem.[5]
- 2021 Premio de Honor de las Letras Catalanas, en su elección n.º 53.[4]
- 2024: Premio Cintinuarà-Culturas 2, concedido por RTVE Cataluña, en la categoría Literatura. [6]